# 九紋鮨
九紋鮨，為輻鰭魚綱鱸形目鱸亞目鮨科的其中一種，分布於印度洋區，包括馬達加斯加、安達曼群島、聖保羅群島等海域，體長可達32公分，為底棲性魚類，屬肉食性，生活習性不明。

## 擴展閱讀
維基物種上的相關：九紋鮨